# On the Old Spanish Trail
On the Old Spanish Trail è un film del 1947 diretto da William Witney.
È un musical western statunitense con Roy Rogers, Tito Guízar e Andy Devine.

## Produzione
Il film, diretto da William Witney su una sceneggiatura di Sloan Nibley con il soggetto di Gerald Geraghty, fu prodotto da Edward J. White per la Republic Pictures e girato a Santa Clarita, nel ranch di Corriganville a Simi Valley, a Kernville e nel Morrison Ranch, in California. I titoli di lavorazione furono Heart of Mexico e Outlaws of Sioux City.

## Colonna sonora
- I'll Never Love Again -  basata su La borrachita, scritta da Ignacio Fernández Esperón, parole in inglese di Al Stewart, cantata da Tito Guízar
- Guadalajara - scritta da Pepe Guízar, cantata da Estelita Rodriguez e Tito Guízar
- My Adobe Hacienda - scritta da Louise Massey e Lee Penny, cantata da Roy Rogers e Jane Frazee
- On the Old Spanish Trail - parole di Jimmy Kennedy, musica di Kenneth Leslie-Smith, cantata da Roy Rogers e dai Sons of the Pioneers
- Una furtiva lagrima - dall'opera L'elisir d'amore - musica di Gaetano Donizetti, libretto di Felice Romani, cantata da Tito Guízar
- Here Is My Helping Hand - scritta da Bob Nolan, cantata dai Sons of the Pioneers
- Bolero - scritta da M.H. Sturgis e W.P. Blake

## Distribuzione
Il film fu distribuito negli Stati Uniti dal 15 ottobre 1947 al cinema dalla Republic Pictures.
Altre distribuzioni:
- in Svezia l'8 aprile 1950 (En Tusan till cowboy)
- in Finlandia il 14 aprile 1950 (Mustalaistytön rakkaus)
- in Brasile (Na Velha Senda)
- in Spagna (Por la vieja senda española)

## Promozione
Le tagline sono:
- "IF YOU'RE A TRIGGER FAN...You'll love it! (original print ad)".
- "LOOKING FOR BIG THRILLS? ROGERS HAS 'EM AND WE'VE GOT ROGERS IN NATURAL TRUCOLOR! ".
- "Oh boy! Oh joy! ROGERS and TRIGGER IN ONE OF THEIR BIGGEST HITS! RIDING! SHOOTING! FIGHTING! ROMANCING! ".